# 楊文定
楊文定（？—1857年），安徽定遠人。清朝官員，进士出身。

## 生平
道光十三年（1833年）癸巳科進士。由刑部主事洊升郎中，出為廣東惠潮嘉道，累擢江蘇巡撫。咸豐三年（1853年），守江寧，聞陸建瀛兵敗，退守鎮江。太平軍攻陷江寧後，分兵進犯鎮江，副都統文藝集兵七百守陸路，楊文定自率艇船八艘、舢板十二隻泊江中，被太平軍打敗，鎮江復陷，楊文定退江陰，詔革職論死。咸豐六年，免死減罪遣戍軍臺，咸豐七年（1857年）歿。